# 秋田県立聴覚支援学校
秋田県立聴覚支援学校（あきたけんりつちょうかくしえんがっこう）は、秋田県秋田市南ケ丘にある公立特別支援学校。聴覚障害者を教育対象とする。

## 概要
1912年に創設された、秋田県立盲啞学校（後の秋田県立盲学校。現・秋田県立視覚支援学校）から、聾教育部門を分離する形で、1948年に秋田県立聾学校として設立された。
2010年より、秋田県立盲学校（現・秋田県立視覚支援学校）とともに、同年に新設された秋田県立秋田きらり支援学校と同一地に所在し、重複障害などに対応する体制をとっている。校舎のメインエントランスは3校共通だが、聴覚支援学校専用エントランスが共通エントランスとは別に1か所設けられており、聴覚支援学校の出入り口のみ2箇所所在する。
2012年には、秋田県立盲学校（当時）とともに、創立100周年を迎えた。
2016年4月1日より、校名を秋田県立聴覚支援学校に変更した。

## 沿革
- 2016年4月1日 - 校名を、秋田県立聴覚支援学校に改称。
- 2018年6月1日 - 所在地の住居表示実施にともない、秋田市上北手百崎字諏訪ノ沢3番地127から同市南ケ丘一丁目1番1号に住所が変更。

## 学部
- 乳幼児教室
- 幼稚部
- 小学部
- 中学部
- 高等部（本科）
  - 普通科
  - 産業技術科
    - 木材工芸コース
    - 被服コース

  - 情報デザイン科
- 高等部専攻科
  - 産業技術科
    - 木材工芸コース
    - 生活デザインコース

  - 情報デザイン科
    - 印刷デザインコース
    - 情報ビジネスコース

## 部活動
- 陸上競技部
- 卓球部